# Calea ferată Debrețin–Sighetu Marmației
Calea ferată Debrețin–Sighetu Marmației este o cale ferată de legătură în Ungaria, în România și în Ucraina. Ea se află în nord-estul Câmpiei Panonice și pe valea râului Tisa.

## Istoric
Această cale ferată a fost construită odată cu apariția primelor rețele de căi ferate pe teritoriul Ungariei (din cadrul 
monarhiei austro-ungare).
În anul 1857 compania feroviată Theißbahn a pus în funcțiune calea ferată de la Szolnok către Debrețin. Ca urmare a dezvoltării tehnologiei de transport a Ungariei de după Compromisul austro-ungar (1867) prin voința guvernului maghiar au trebuit să fie construite căi ferate care să ajungă și în regiunile periferice ale Imperiului Austro-Ungar; printre aceste regiuni erau și comitatele Sătmar și Maramureș.
În 1868 guvernul ungar a acordat o concesiune consorțiului patronat de antreprenorul german evreu Bethel Henry Strousberg pentru construirea unei căi ferate de la Debrețin prin Satu Mare (pe atunci Szatmárnémeti) către Sighetu Marmației (pe atunci Máramarossziget). Acesta s-a apucat rapid de lucru. Anul 1870 i-a oferit lui Strousberg posibilitatea de a vinde concesiunea cu profit către un consorțiu bancar condus de Union-Bank din Viena.
Calea ferată a fost pusă în funcțiune pe mai multe tronsoane începând de la vest către est:
- Debrețin–Carei - 5 iunie 1871
- Carei–Satu Mare - 25 septembrie 1871
- Satu Mare–Buștîno - 16 iunie 1872
- Buștîno–Sighetu Marmației - 4 decembrie 1872[3]

Exploatarea căii ferate a fost preluată de compania feroviară Căile ferate de nord-est ale Ungariei; un membru al conducerii (și până în 1875 vicedirector) a fost primul-ministru maghiar de mai târziu Kálmán Tisza.
În 1890 compania Căile ferate de nord-est ale Ungariei a fost preluată de compania feroviară ungară de stat MÁV, iar calea ferată prezentată aici a fost naționalizată.
În Primul Război Mondial, linia a avut o importanță strategică mare, deoarece pe aici s-au derulat multe transporturi militare peste Munții Carpați, către Frontul de Est.
În deceniile următoare, această cale ferată a cunoscut o istorie controversată din cauza revizuirii frecvente a frontierelor. În primul rând, la sfârșitul primului război mondial s-a destrămat statul austro-ungar. Linia ferată a fost împărțită în patru părți: porțiunea de vest de la Debrețin până la Nyírábrány a rămas Ungariei, porțiunea de la Carei la Halmeu a trecut pe teritoriul României, tronsonul de la Diakovo (astăzi Nevetlenfolu) până după Teresva pe teritoriul cehoslovac și cel de după Teresva și până la Câmpulung la Tisa din nou pe teritoriul României.
Ca urmare a Primului arbitraj de la Viena din martie 1939, Ungaria a primit Ucraina Carpatică, teritoriu stăpânit până atunci de Cehoslovacia. Astfel, linia ferată a intersectat de trei ori frontiera ungaro-română. În 1940, prin Al doilea arbitraj de la Viena (cunoscut ca Dictatul de la Viena), România a trebuit să cedeze Ungariei între altele regiunea Satu Mare și partea de sud a Maramureșului (partea de nord a Maramureșului fusese stăpânită anterior de Cehoslovacia și a fost ocupată în 1939 de Ungaria), astfel încât întreaga linie ferată a trecut sub control maghiar pentru o perioadă de câțiva ani. După sfârșitul celui de-al doilea război mondial, puterile victorioase au restaurat parțial granițele din anul 1938; cu toate acestea Ucraina Carpatică nu a mai fost retrocedată Cehoslovaciei, ci a fost inclusă în Uniunea Sovietică.
Compania feroviară sovietică de stat SJD a schimbat ecartamentul liniilor, porțiunea de cale ferată preluată fiind trecută de la ecartament normal la ecartament lat (1520 mm). Acest lucru a dus la tăierea legăturii între Câmpulung la Tisa și Sighetu Marmației, cele două tronsoane aflate pe teritoriul românesc nemaifiind conectate cu rețeaua feroviară a României. Acest neajuns a fost înlăturat în 1949, după ce s-a construit Calea ferată Salva-Vișeu de Jos. Totuși, abia la începutul anilor 1990 au fost restabilite pe tronsonul ucrainean între Câmpulung la Tisa și Sighetu Marmatiei linii cu ecartament normal, fiind păstrate și cele cu ecartament lat. De asemenea, tronsonul de la Halmeu la Korolevo este cu patru șine; aici și mai departe până la orașul Ciop de la granița ucraineano-slovacă pot să circule și trenuri pe șine cu ecartament normal.
Odată cu prăbușirea Uniunii Sovietice în 1991, partea sovietică a liniei de cale ferată a trecut pe teritoriul statului Ucraina și este exploatată de compania feroviară ucraineană de stat Ukrzaliznîția.

## Situație actuală
Calea ferată Debrețin–Sighetu Marmației este cu linie simplă și neelectrificată. Pe tronsonul ungar de la Debrețin către Nyírábrány circulă zilnic în fiecare direcție aproximativ zece ani trenuri de călători, trei dintre acestea traversând frontiera cu România. Tronsoanele românești de la Carei către Satu Mare și de la Satu Mare spre Halmeu sunt străbătute zilnic în fiecare direcție de 7-10 trenuri de călători (în principal de navetiști). Pe de altă parte, în prezent (2009), nu circulă trenuri de călători pe tronsoanele transfrontaliere de la Halmeu spre Nevetlenfolu și de la Teresva spre Câmpulung la Tisa, deși reluarea circulației trenurilor se află în discuție. În Ucraina circulă puține trenuri de persoane între Nevetlenfolu și Korolevo; ceva mai circulat este tronsonul de la Korolevo către Teresva.

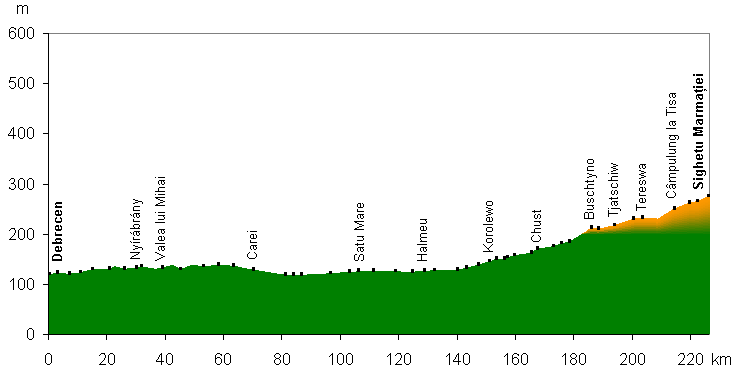
Profilul la înălțime al căii ferate